# نايل مورغان
نايل مورغان (بالإنجليزية: Niall Morgan)‏ هو لاعب كرة القدم الغالية بريطاني، ولد في 17 يوليو 1991 في دانغنون ‏ في المملكة المتحدة.

## وصلات خارجية
- نايل مورغان على موقع قاعدة بيانات كرة القدم.إي يو (الإنجليزية)